# Clash of Champions (2016)
Clash of Champions (2016) – gala wrestlingu wyprodukowaną przez federację WWE. Odbyła się 25 września 2016 w Bankers Life Fieldhouse w Indianapolis w stanie Indiana. Gala emitowana była na żywo za pośrednictwem WWE Network oraz w systemie pay-per-view. Była to pierwsza gala z cyklu Clash of Champions, zastępującego cykl Night of Champions, a także pierwsza ekskluzywna gala dla brandu Raw od dziewięciu lat.

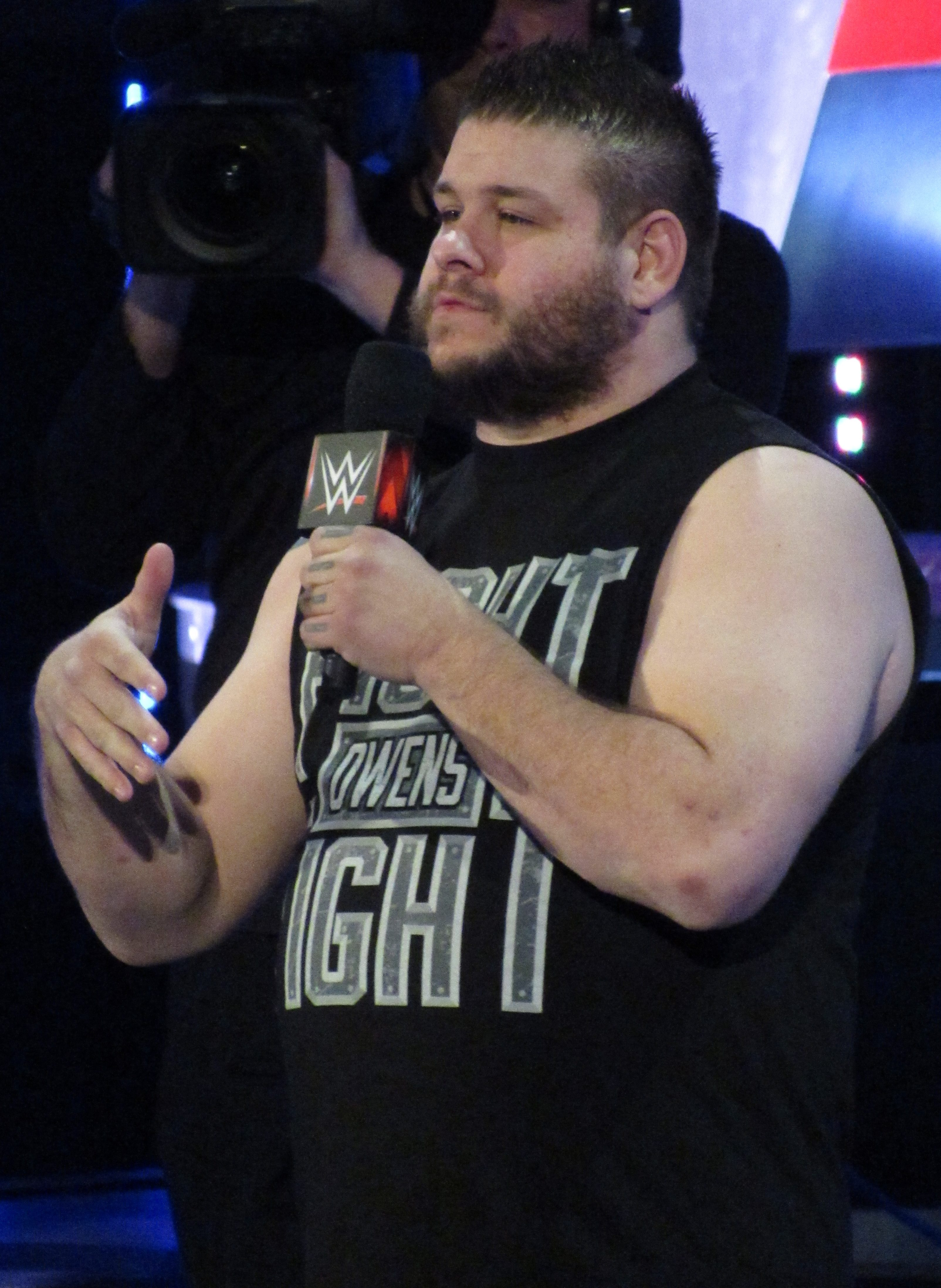
WWE Universal Champion Kevin Owens będzie bronił swojego mistrzostwa w walce wieczoru Clash of Champions.

## Produkcja
Clash of Champions oferowało walki profesjonalnego wrestlingu z udziałem różnych wrestlerów z istniejących oskryptowanych rywalizacji i storyline’ów, które są kreowane na tygodniówce WWE, Raw. Wrestlerzy są przedstawieni jako heele (negatywni, źli zawodnicy i najczęściej wrogowie publiki) i face’owie (pozytywni, dobrzy i najczęściej ulubieńcy publiki), którzy rywalizują pomiędzy sobą w seriach walk mających budować napięcie. Kulminacją rywalizacji jest walka wrestlerska lub ich seria. Motywem Clash of Champions jest to, iż wszystkie mistrzostwa należące do rosteru Raw (WWE Universal Championship, WWE United States Championship, WWE Raw Tag Team Championship i WWE Raw Women’s Championship) muszą być bronione.

### Rywalizacje

#### Kevin Owens vs. Seth Rollins
Na gali SummerSlam Finn Bálor stał się pierwszym posiadaczem WWE Universal Championship dzięki wygranemu starciu z Sethem Rollinsem. Następnej nocy na Raw Bálor zmuszony został zwakować mistrzostwo z powodu kontuzji, której doznał podczas walki. Tej samej nocy Rollins, Kevin Owens, Big Cass oraz Roman Reigns wygrali swoje pojedynki kwalifikujące do Fatal 4-Way Elimination matchu o Universal Championship. Walka odbyła się tydzień później na Raw. Po tym, jak Owens wyeliminował Cassa, powracający Triple H pomógł Rollinsowi wyeliminować Reignsa z pojedynku. Chwilę później Triple H odwrócił się od Rollinsa i wykonał na nim Pedigree, co wykorzystał Owens i przypiął ostatniego uczestnika walki, tym samym stając się nowym mistrzem. Podczas celebracji wygranej nowego mistrza na kolejnym Raw Rollins zaatakował Owensa i został zawieszony przez Komisarz Raw Stephanie McMahon. Decyzję tę wycofał Generalny Menadżer Raw Mick Foley i zarządził rewanż pomiędzy Owensem a Rollinsem na gali Clash of Champions. Tej samej nocy, w walce wieczoru tygodniówki Owens pokonał Samiego Zayna. Po walce do ringu wkroczył Roman Reigns. Foley ogłosił, że jeśli Reigns pokona Owensa na kolejnym Raw, zostanie on dodany do walki o Universal Championship na nadchodzącej gali. W pojedynek Owensa i Reignsa zainterweniował Rollins, który atakując Owensa spowodował dyskwalifikację Reignsa. Foley wznowił pojedynek, po czym w walkę zainterweniował Rusev, co pozwoliło Owensowi wygrać po raz drugi. Na ostatnim Raw przed Clash of Champions Owens przegrał Steel Cage match z Reignsem, a po walce, łącząc siły z Rusevem zaatakował przeciwnika. Wkrótce na pomoc Reignsowi przybył Seth Rollins.

#### The New Day vs. Luke Gallows i Karl Anderson
Na SummerSlam The New Day obroniło WWE Raw Tag Team Championship w walce z Lukiem Gallowsem i Karlem Andersonem dzięki interwencji Big E. 5 września ogłoszono, że dwie drużyny zmierzą się ze sobą jeszcze raz, na nadchodzącym Clash of Champions. Tydzień później New Day przegrało non-title tag team match z Gallowsem i Andersonem.

#### Charlotte vs. Sasha Banks vs. Bayley
Na gali SummerSlam, Charlotte pokonała Sashę Banks, tym samym stając się posiadaczką WWE Raw Women’s Championship po raz drugi. Podczas walki Banks doznała kontuzji, przez co zmuszona była odpocząć od akcji w ring przez kilka tygodni. 5 września na odcinku Raw Bayley pokonała Charlotte, pomimo interwencji Dany Brooke w pojedynek. Tej samej nocy Banks powróciła do WWE i wykorzystała klauzulę rewanżu o Raw Women’s Championship na Clash of Champions. Tydzień później konfrontacja między Banks, Bayley, Charlotte i Brooke doprowadziła do Triple Threat matchu o miano pretendenckie do mistrzostwa Charlotte. Walka zakończyła się podwójnym pinfallem Bayley i Banks, w wyniku czego na następnym Raw ogłoszono, że na Clash of Champions odbędzie się nie singles match, a Triple Threat match o Raw Women’s Championship. Tej samej nocy Charlotte i Brooke pokonały Banks i Bayley w tag team matchu.

#### Sami Zayn vs. Chris Jericho
12 września Sami Zayn wziął udział w segmencie The Highlight Reel Chrisa Jericho. Konfrontacja zawodników zakończyła się bójką, z której zwycięsko wyszedł Jericho. Niedługo później ogłoszono, że Jericho i Zayn zmierzą się ze sobą na Clash of Champions.

#### Rusev vs. Roman Reigns
Starcie United States Championa Ruseva z Romanem Reignsem na SummerSlam nie odbyło się, ponieważ Rusev nie był w stanie walczyć po przegranej bójce z Reignsem. Trzy tygodnie później Rusev zainterweniował w walkę Reignsa z Owensem, pomagając Owensowi wygrać pojedynek. W następnym tygodniu ogłoszono, że rywale zmierzą się ze sobą po raz kolejny na nadchodzącej gali.

#### Cesaro vs. Sheamus
Best Of Seven Series między Cesaro a Sheamusem rozpoczęło się na SummerSlam. Sheamus wygrał pierwsze trzy pojedynki, lecz ostatecznie Cesarowi udało się wyrównać wynik dzięki wygranym w kolejnych trzech starciach. Ogłoszono, że ostateczne, siódme starcie rywali odbędzie się na Clash of Champions.

#### T.J. Perkins vs. Brian Kendrick
14 września 2016 T.J. Perkins pokonał Gran Metalika w finale turnieju Cruiserweight Classic, stając się pierwszym WWE Cruiserweight Championem. 19 września na Raw Brian Kendrick pokonał Gran Metalika, Cedrica Alexandra i Richa Swanna w Fatal 4-Way matchu o prawo do walki z Perkinsem o nowe mistrzostwo na Clash of Champions.

## Wyniki walk
| Nr                                                                   | Wyniki                                                                                                  | Stypulacje                                         |
| -------------------------------------------------------------------- | --- | -------------------------------------------------- |
| 1P                                                                   | Nia Jax pokonała Alicię Fox                                                                             | Singles match                                      |
| 2                                                                    | The New Day (Big E i Kofi Kingston) (z Xavierem Woodsem) (c) pokonali Luke’a Gallowsa i Karla Andersona | Tag team match o WWE Raw Tag Team Championship     |
| 3                                                                    | T.J. Perkins (c) pokonał Briana Kendricka                                                               | Singles match o WWE Cruiserweight Championship     |
| 4                                                                    | Cesaro vs. Sheamus zakończyło się no contestem                                                          | Singles match, siódma walka w Best Of Seven Series |
| 5                                                                    | Chris Jericho pokonał Samiego Zayna                                                                     | Singles match                                      |
| 6                                                                    | Charlotte (c) pokonała Sashę Banks i Bayley                                                             | Triple Threat match o WWE Raw Women’s Championship |
| 7                                                                    | Roman Reigns pokonał Ruseva (c) (z Laną)                                                                | Singles match o WWE United States Championship     |
| 8                                                                    | Kevin Owens (c) pokonał Setha Rollinsa                                                                  | Singles match o WWE Universal Championship         |
| (c) – mistrz/mistrzyni przed walkąP – walka miała miejsce w pre-show | |                                                    |